# Замок Балліканван

Герб маркізів Вотерфорд.

Замок Балліканван-Хаус (англ. Ballycanvan House Castle) — один із замків Ірландії, розташований в графстві Вотерфорд.

## Історія замку Балліканван-Хаус
Найдавніша частина замку Балліканван-Хаус — середньовічна вежа, побудована аристократичною родиною Повер (Поер, Погер, Де Ла Пер, Павер), що переселилась в Ірландію з Уельсу. Замок став однією з резиденцій цієї родини. Іншою резиденцією був замок Куррагор, що поблизу Портлоу. Навколо замку Баліканван утворився маєток площею 369 акрів землі. За словами провідного історика середньовічної Ірландії професора Кеннета Ніколса, в Пемброкширі в Уельсі жила родина Повер або Поер. Вони переселилися в південну Ірландію, коли король Джон Безземельний в ХІІІ столітті віддав Генрі Фіцу Філіпу Ле Поеру землі в нинішньому графстві Вотерфорд — в баронствах Трамор та Даніл. Прямі нащадки Генрі жили в цих місцях до 1360 року. Потім пряма лінія вимерла, але лишилися чисельні родичі бічних ліній.
Спочатку ці переселенці були вірними слугами англійської корони, але з часом вони породичалися з ірландцями, перейняли їх звичаї та мову і «більшими ірландцями, аніж самі ірландці». До кінця XV століття вони стали таким же ірландським кланом, як і корінні ірландські клани, такі як Мак Карті чи О'Салліван. Це було незважаючи на те, що серед них були шерифи, що впроваджували в Ірландії англійські закони. Від короля Англії вони отримали титул барона Ле-Поер та Курагмор в 1535 році. Родина Поер мала ніби власну країну з власними законами. Вдова сера Річарда Поера — леді Кетрін Батлер навіть призначила свого власного суддю, що судив справи відповідно законів Брегона (традиційних законів Ірландії). Вона також брала мито з людей, що мандрували крізь її землі.
У 1537 році королівський уповноважений перелічував серію злочинів, які вчинила родина Поер. Зокрема, Томас Повер закхопив та вимагав викупу за торговця Едварда Бека з Честера. Він також вкрав коня в Діна Фернса. Про нього пишуть як про вождя клану. Томас був старшим сином Едмода Поера — лорда Поера. Син Томаса — Едмунд Поер був звинувачений в тому, що він грабував на дорогах, спалив будинок, що був повний зерна і належав Патріку Комфорду — торговцю. У документах того часу згадуються леді Кетрін Поер, Нік Поер з Кілвідана, старий Ніч, Поер Карродуф, Волтер Поер, Деві Поер.
Незважаючи на гнів правителів міста Вотерфорд, родина Поер зберегла свій статус. Вони також продовжували використовувати замок Балліканван резиденцією. У 1598 році в башту замку був вбудований кам'яний водогін. На ньому були викарбувані імена Річарда — IV барона Ле-Поер та Куррагмор (пом. 1607) та його дружини Кетрін Баррі. Кетрін була дочкою Джона Фітц Джона Баррі — ІІІ віконта Баррі. Річард досяг отримав титул барона в 1592 році. У віці близько 39 років він був серйозно поранений, воюючи проти повстанців Десмонда у 1580-х роках. У 1588 році йому була дарована грамота на володіння землею королевою Єлизаветою I. У шлюбі з Кетрін він мав чотирьох синів та трьох дочок.
У XVII столітті родина Поер то багатіла, то доходила до повного розорення. У 1654 році Поерів переслідували як католиків і роялістів. Але вони не були виселені в Коннахт, як інші землевласники Ірландії. Після реставрації монархії для них повернулися хороші часи. Під час вільямітських війн Поери підтримали короля-католика Джеймса ІІ. Річард Поер воював на стороні католиків — командував загонами піхоти. Він потрапив до вільямітів-протестантів і загину в лондонському Тауері в 1690 році. У 1717 році спадкоємиця маєтків Куррагмор вийшла заміж за Бересфорда і маєток перейшов до родини Бересфорд, що володіла титулом маркізів Вотерфорд.
Маєток Балліканван отримав в оренду капітан Вільям Гаррісон в 1697 році. Він жив там як мінімум до 1703 року. вважається, що він побудував будинок біля задньої башти. Після його смерті в замку жив його син Джон Харрісон. Після його смерті в замку жила його вдова Гарріот. З її дозволу в замку жив преподобний Х'ю Болтон (1683—1758) — декан Вотерфорду. Він був ексцентричним та скандальним, походив з родини, що була відома в часи реставрації монархії — в часи правління Карла ІІ. Історія Болтонів в тих краях почалась тоді, коли в Ірландію прибули брати Френсіс, Вільям і Томас Болтони — офіцери Олівера Кромвеля. Їх життя та життя їх нащадкіфв описано в книзі Джуліана С. Волтона «Болтони графства Вотерфорд».
Болтони, що жили в замку Балліканван належали до гілки Файтлегг, що походить від Вільяма Болтона (пом. 1709). Навіть за стандартами XVII століття він був жорстокою людиною і мав дуже бурхливу біографію. Він прибув 10 серпня 1650 року в місто Вотерфорд після його захоплення англійськими військами. Тоді він був в кінному загоні полковника Прітті. У 1651 році він був аизнаний винним у масовому вбивстві 250-ти жінок і дітей католицького віросповідання в баронствах Скаравалш, Баллагкін, Бантрі, Гілмалір у графстві Вотерфорд, але, звісно, не був покараним. Більше того, він6 отримав в нагороду землі за службу. У 1659 році він жив в маєтку Файхлегг. Він володів землями і селищами Кіллур, Файхлегг, Кілмакомб, Баллінамойнтрах, Баллівеллі, Карровгаріфф. Ці землі були в баронстві Гавлтір і складали 2334 акри. Після реставрації монархії він був помилуваний. Це викликало обурення серед католиків і серед протестантів нон-конформістів. Він був обраний міським головою в 1669 році, але відмовився від цієї посади. У результаті він позбувся інших своїх посад.
У 1735 році новим власником маєтку Файхлегг став Корнелій Болтон Старший (1714—1774). У 1758—1765 роках він розширив свій маєток, орендував більшість земель Балліканвана. У 1758 він успадкував майно преподобного Х'ю Болтона. У 1765 році він побудував в замку особняк в георгієвському стилі.
Корнеліус Болтон Старший був успішним бізнесменом. Частину земель маєтків він здав в оренду протестантам. У 1776 році замок Балліканван відвідав англійський письменник Артур Янг. Вдруге він відвідав замок в 1778 році. Корнеліус побудував в маєтку 40 нових будинків, посадив дерева на площі 300 акрів землі. Він володів текстильними підприємствами та шахтами. Він займав посаду Верховного шерифа Вотерфорда в 1743 та в 1778 роках. Помер Корнеліус у вересні 1779 року. Він передав маєток і замок Балліканван своєму синові Корнелію.
Новий власник замку Балліканван — Корнеліус Болтон Молодший (1751—1829) меше любив замок та маєток, аніж його батько. Він побудував новий будинок Файхлегг, що досі стоїть і використовується як готель. У 1792 році він продав замок Балліканван молодшому брату — Генрі Болтону. Він придбав нові ділянки землі заплативши більше 500 фунтів стерлінгів.
Генрі Болтон був успішною людиною. У квітні 1779 він одружився зі своєю двоюрідною сестрою Елізабет Баркер і через неї придбав селища Балліклогі, Гарранкробалі (поблизу Трамора), Кросс та Грантстаун. Він отримав посаду Верховного шерифа Об'єднаного Королівства в 1790 році. Але з'явились фінансові проблеми. У 1786 році після смерті Анни Фортін з Вотерфорда був винесчений судовий вирок проти нього на 1200 фунтів стерлінгів. У 1792—1793 роках він мав позики на всі будинки міста Вотерфорд, якими він володів на суму 2400 фунтів стерлінгів. Замок Балліканван він здав в оренду Самуїлу Робертсу з Бленхейма в травні 1805 року. 5 жовтня 1805 року Генрі Болтон помер у віці 48 років.
Самуїл Робертс (1758—1834) — новий мешканець Балліканвана був амбітним адвокатом і банкіром. Він займався архітектурою. Він був сином великого архітектора Джона Робертса з Вотерфорда. Самуїл орендував замок Балліканван за 183 фунтів стерлінгів на рік. Він почав ремонт замку. Самуїл Робертс витратив майже 5000 фунтів стерлінгів на ремонт та маєток. Однак до 1811 року він втратив суму 22 000 фунтів стерлінгів через невдалі інвестиції. У 1818 році він збанкрутував.
Новий орендар замку — Томас Мейгер (1764—1837). Він був дуже успішним католицьким купцем, ща сколотив капітал на торгівлі в Ньюфаундленді. Народився у графстві Тіпперері він емігрував до міста Сент-Джонс в Ньюфаундленді, а потім повернувся до Ірландії. Він був фермером, потім торговцем і судновласником. У Сент-Джонс Ньюфаундленд він торгував шерстяними товарами, склом, цукром і м'ясом з Вотерфорда і відправив назад шкурки тварин, олію та рибу. Він переїхав до замку з дружиною Мері Кротті та двома їхніми синами — Томасом і Генріхом. Родина Мейгер жила в замку до 1829 року, а потім переїхала на Набережну у Вотерфорді. У 1843 році Томас Мейгер молодший став першим католицьким міським головою Вотерфорда після правління короля Джеймса II. Його сином був Томас Френсіс Мейгер (Мейгер Мечник) — відомий ірландський лідер, що став видатним військовим, а згодом і губернатором штату Монтана.
Коли родина Мейгер виїхала з замку, замок Балліканван був виставлений на продаж. Купив замок капітан Річард Моріс. Він одружився з Елізабет — дочкою Ашера Лі — декана Вотерфорду. Родина почала жити в замку. У замку народився їх син в серпні 1829 році. Після смерті капітана Моріса в 1836 році його родина виїхала з замку.
Потім у замку жив Джордж Кент (нар. 1786). Він жив в замку з дружиною Фібі з 1848 року. Він був фермером та виробником бекону. Він займався постачанням британської армії. У 1866 році він жив в замку Балліканван, у тому ж році він раптово помер, гуляючи на вулиці міста Вотерфорд. Його родина вирішила, що жити в замку вони більше не можуть. Троє його дітей — сини Кінгдон та Вільсон і його дочка Емма виїхали до Австралії.
У 1857 році замок Балліканван купив Патрік Джозеф Повер з Файхлегг (пом. 1913) — син Ніколаса Магона Повера. Патрік одружився з Олівією Нугент — дочкою Антонія — ІХ графа Вестміт. Їхнім сином був Губерт Повер (пом. 1921). У нього була дочка Елі Повер (1891—1953), що успадкувала маєток та замок. У 1914 році вона вийшла заміж за Генрі Вільяма Дейрелла Галлвея. У них було троє дітей. У 1935 році вони продали замок і переїхали в Вудленд.
Для замку Балліканван-Хаус останні власники були просто катастрофою. Вони частково розібрали замок і продали розібране як будівельні матеріали. Замок перетворився на закинуту руїну.